# Calyce bicolor
 Calyce bicolor es una especie de coleóptero de la familia Mordellidae.

## Distribución geográfica
Habita en el este de África.